# Coleophora atlantica
Coleophora atlantica é uma espécie de mariposa do gênero Coleophora pertencente à família Coleophoridae.